# TP d'Or 1973
Els premis TP d'Or 1973 foren entregats el 7 de maig de 1974 a l'Hotel Eurobuilding de Madrid.
| Categoria              | Programa                           | Persona                      | Resultat        |
| ---------------------- | ---------------------------------- | ---------------------------- | --------------- |
| Actor Nacional         | Novela i Estudio 1                 | Julián Mateos                | Guanyador       |
| Actor Nacional         | Los camioneros                     | Sancho Gracia                | 2n classificat  |
| Actor Nacional         | Estudio 1                          | Juan Diego                   | 3r Classificat  |
| Actriu Nacional        | Tres eran tres y Novela            | Emma Cohen                   | Guanyadora      |
| Actriu Nacional        | Estudio 1 i Ficciones              | Marisa Paredes               | 2a Classificada |
| Actriu Nacional        | Estudio 1 i Novela                 | Mònica Randall               | 3a Classificada |
| Actor Estranger        | Kung Fu                            | David Carradine              | Guanyador       |
| Actor Estranger        | Cannon                             | William Conrad               | 2n classificat  |
| Actor Estranger        | Mc Millan y esposa                 | Rock Hudson                  | 3r Classificat  |
| Actriu Estrangera      | Mc Millan y esposa                 | Susan Saint James            | Guanyadora      |
| Actriu Estrangera      | Ciclo de cine                      | Susan Hayward                | 2a Classificada |
| Actriu Estrangera      | Pinocho                            | Gina Lollobrigida            | 3a Classificada |
| Presentador            | Tarde para todos                   | Juan Antonio Fernández Abajo | Guanyador       |
| Presentador            | Estudio abierto                    | José María Íñigo             | 2n classificat  |
| Presentador            | Buenas tardes                      | Santiago Vázquez             | 3r Classificat  |
| Presentadora           | Con vosotros                       | María Luisa Seco             | Guanyadora      |
| Presentadora           | Tarde para todos                   | Clara Isabel Francia         | 2a Classificada |
| Presentadora           | Tarde para todos                   | Marisol González             | 3a Classificada |
| Personatge més popular | El gran circo de TVE               | Los Payasos de la Tele       | Guanyadores     |
| Personatge més popular | Kung Fu                            | Kung Fu (David Carradine)    | 2n classificat  |
| Personatge més popular | Un, dos, tres... responda otra vez | Don Cicuta (Valentín Tornos) | 3r Classificat  |
| Sèrie Nacional         | Los camioneros                     | Los camioneros               | Guanyadora      |
| Sèrie Nacional         | Historias de Juan Español          | Historias de Juan Español    | 2a Classificada |
| Sèrie Nacional         | Otoño romántico                    | Otoño romántico              | 3a Classificada |
| Sèrie Estrangera       | Cannon                             | Cannon                       | Guanyadora      |
| Sèrie Estrangera       | Kung Fu                            | Kung Fu                      | 2a Classificada |
| Sèrie Estrangera       | Grandes batallas                   | Grandes batallas             | 3a Classificada |
| Programa Nacional      | Estudio abierto                    | Estudio abierto              | Guanyador       |
| Programa Nacional      | Estudio 1                          | Estudio 1                    | 2n classificat  |
| Programa Nacional      | Datos para un informe              | Datos para un informe        | 3r Classificat  |